# Michal Martikán
Michal Martikán (* 18. května 1979 Liptovský Mikuláš) je slovenský vodní slalomář, kanoista závodící v kategorii C1.

## Kariéra
První velkou medaili získal již jako 16letý na Mistrovství světa 1995, kde skončil na třetím místě. Ve své medailové sbírce má, mimo jiné, také čtyři zlaté medaile z individuálních závodů na mistrovstvích světa v letech 1997, 2002, 2003 a 2007.
K jeho největším úspěchům patří dvě zlaté, dvě stříbrné a jedna bronzová olympijská medaile, které získal v letech 1996–2012. Zlatá z olympiády v Atlantě byla vůbec první olympijské zlato pro samostatné Slovensko. O zlato na LOH v Athénách přišel až po dodatečné sporné penalizaci v cíli za údajný dotyk jedné z branek.
Poté, co se v roce 2023 nedostal do A-týmu slovenské reprezentace, oznámil, že kvůli účasti na olympijských hrách uvažuje o změně občanství a reprezentaci jiné země. V souvislosti se svým úmyslem zmínil Spojené arabské emiráty, Rakousko a Čínu.
Závodů se zúčastňuje i nadále a v roce 2024 (ve svých 45 letech) získal bronzovou medaili ve světovém poháru  ve španělském La Seu d'Urgell.

## Ocenění
- 1996, 1997, 2007, 2008 – nejlepší sportovec Slovenska
- 2013 – držitel Řádu Ľudovíta Štúra I. třídy – obdržel za mimořádné zásluhy o rozvoj sportu